# Mluvnice češtiny
Mluvnice češtiny (používaná zkratka MČ) je název třídílné gramatiky češtiny, kterou vytvořil kolektiv pracovníků Akademie věd, proto se jí říká také „akademická mluvnice“. Vydalo ji v letech 1986 a 1988 nakladatelství Academia a jedná se o naši nejobsáhlejší moderní mluvnici (má celkem 1848 stran). V samotné mluvnici se uvádí, že podobné dílo vzniká jednou za 50–100 let. V oblasti lexikologie sadu doplňuje nakonec již o rok dřív vydaný svazek s názvem Česká lexikologie (Academia 1985). Skeny všech tří svazků MČ jsou dostupné také online.

## Podobná díla
Před vydáním MČ se jako základní referenční mluvnice češtiny používala Stručná mluvnice česká a Česká mluvnice Havránka–Jedličky. Po vydání MČ následovalo vydání Příruční mluvnice češtiny (NLN 1995n.), tzv. „brněnské“ (autory byli vyučující na Masarykově univerzitě), dosud jen dílčí Mluvnice současné češtiny 1 a 2 (Karolinum 2010 a 2014), vycházející z jazykových korpusů češtiny, a nejnověji Akademické gramatiky spisovné češtiny (Academia 2013). Akademická příručka českého jazyka (Academia 2014) a její internetová verze – Internetová jazyková příručka (2008n.) se s funkcí mluvnice překrývá jen částečně.

## Svazky
- 1. díl: DOKULIL, Miloš; HORÁLEK, Karel; HŮRKOVÁ, Jiřina; KNAPPOVÁ, Miloslava; PETR, Jan, s autorským kolektivem. Mluvnice češtiny. 1. vyd. Svazek 1: Fonetika, Fonologie, Morfonologie a morfematika, Tvoření slov. Praha: Academia, 1986. 568 (33 obr.) s., 4 strany příloh.
- 2. díl: KOMÁREK, Miroslav; KOŘENSKÝ, Jan; PETR, Jan; VESELKOVÁ, Jarmila, kolektiv. Mluvnice češtiny. 1. vyd. Svazek 2: Tvarosloví. Praha: Academia, 1986. 536 (3 obr.) s.
- 3. díl: DANEŠ, František; HLAVSA, Zdeněk; GREPL, Miroslav, kolektiv. Mluvnice češtiny. 1. vyd. Svazek 3: Skladba. Praha: Academia, 1988. 748 (11 obr.) s.